# Inhambu-pixuna
Crypturellus cinereus, também chamado de inhambu-preto, inhambu-pixuna, inhambu-coá ou inhambu-sujo, é um tinamídeo de grande distribuição geográfica na Floresta Amazônica. A espécie habita a mata-de-várzea, capoeiras com árvores esparsas e plantações como as de cacau e café. É ave cinegética.
O inhambu-preto mede entre 29 e 32 cm de comprimento e pesa entre 435 g e 600 g. Não há dimorfismo sexual evidente, sendo a fêmea maior que o macho, e a vocalização daquele, em geral, mais aguda que a da fêmea. Sua vocalização consiste em um longo e agudo piado monotônico.
Essa ave alimenta-se de sementes, frutas e invertebrados, tais como grilos e formigas. A época de reprodução pode decorrer ao longo do ano todo mas faz-se preferencialmente entre agosto e outubro. O inhambu-pixuna não constrói ninhos, sendo os dois ovos oblongos de cor salmão-violeta, marrom-claro ou escuro, postos entre a vegetação densa. A incubação leva em média 16 dias. A sua plumagem apresenta coloração mimética, que propicia eficaz camuflagem em seu habitat.
Não apresenta subespécies oficialmente descritas (monotípico).
Apresenta adaptabilidade ao cativeiro, reproduzindo-se normalmente no mesmo.
Seu nome vernáculo técnico registrado pelo Comitê Brasileiro de Registros Ornitológicos é inhambu-pixuna.